# Antigène tumoral
Un antigène tumoral (ou néo-antigène) est un antigène produit par une cellule tumorale, cet antigène provoque donc une réponse immunitaire. Les antigènes tumoraux sont des marqueurs utilisés pour des tests de diagnostic mais sont aussi des candidats possibles pour des thérapies de cancer.

## Classification des antigènes tumoraux
À l'origine, les antigènes tumoraux étaient classés dans deux grandes catégories, les antigènes tumoraux spécifiques (TSA, de l'anglais Tumor-Specific Antigens), uniquement retrouvés sur des cellules tumorales. Ainsi que les antigènes tumoraux associés (TAA, de l'anglais Tumor-Associated Antigens), protéines présentes à la fois sur des cellules saines et tumorales,.
Cette classification est imparfaite car des antigènes tumoraux spécifiques ont été observés sur des cellules saines. La classification moderne des antigènes tumoraux les définit par leur structure moléculaire et leur origine,.
La classification moderne de 2012 définit les antigènes tumoraux selon les catégories suivantes :
- produits de gènes mutés impliqués dans la cancérogenèse, qui sont des mutations d'oncogènes et gènes suppresseurs de tumeurs ;
- produits de gènes mutés non impliqués dans la cancérogenèse ;
- protéines cellulaires anormalement exprimées ;
- antigènes de virus oncogène (ADN et ARN) ;
- antigènes onco-fetaux ;
- glycolipides et glycoprotéines ;
- antigènes de différenciation au sein du tissu spécifique.

## Importance des antigènes tumoraux
Les antigènes tumoraux sont des conséquences de mutations. Certaines tumeurs ont certains gènes en abondance, leur identification permet donc de diagnostiquer et traiter les cancers. De plus, les recherches sur le sujet permettent les avancées dans la recherche sur les vaccins contre le cancer.
| Antigène tumoral                   | Tumeur associée                               | Remarques                                                                      |
| ---------------------------------- | --------------------------------------------- | ------------------------------------------------------------------------------ |
| Alphafetoprotein (AFP)             | Tumeurs germinales Carcinome hépatocellulaire |                                                                                |
| Antigène carcinoembryonnaire (ACE) | Cancer colorectal                             | Parfois retrouvé dans le cancer du sein ou du poumon                           |
| CA-125                             | Cancer de l'ovaire                            |                                                                                |
| MUC-1                              | Cancer du sein                                |                                                                                |
| Epithelial tumor antigen (ETA)     | Cancer du sein                                | Voir aussi : HER2                                                              |
| Tyrosinase                         | Mélanome                                      | Normalement présent en petites quantités. Grandement élevé en cas de mélanome. |
| Melanoma-associated antigen (MAGE) | Mélanome                                      | Aussi présent dans les testicules.                                             |
| résultats anormaux de RAS, p53     | Nombreuses tumeurs                            |                                                                                |